# ماریلا کاسترو

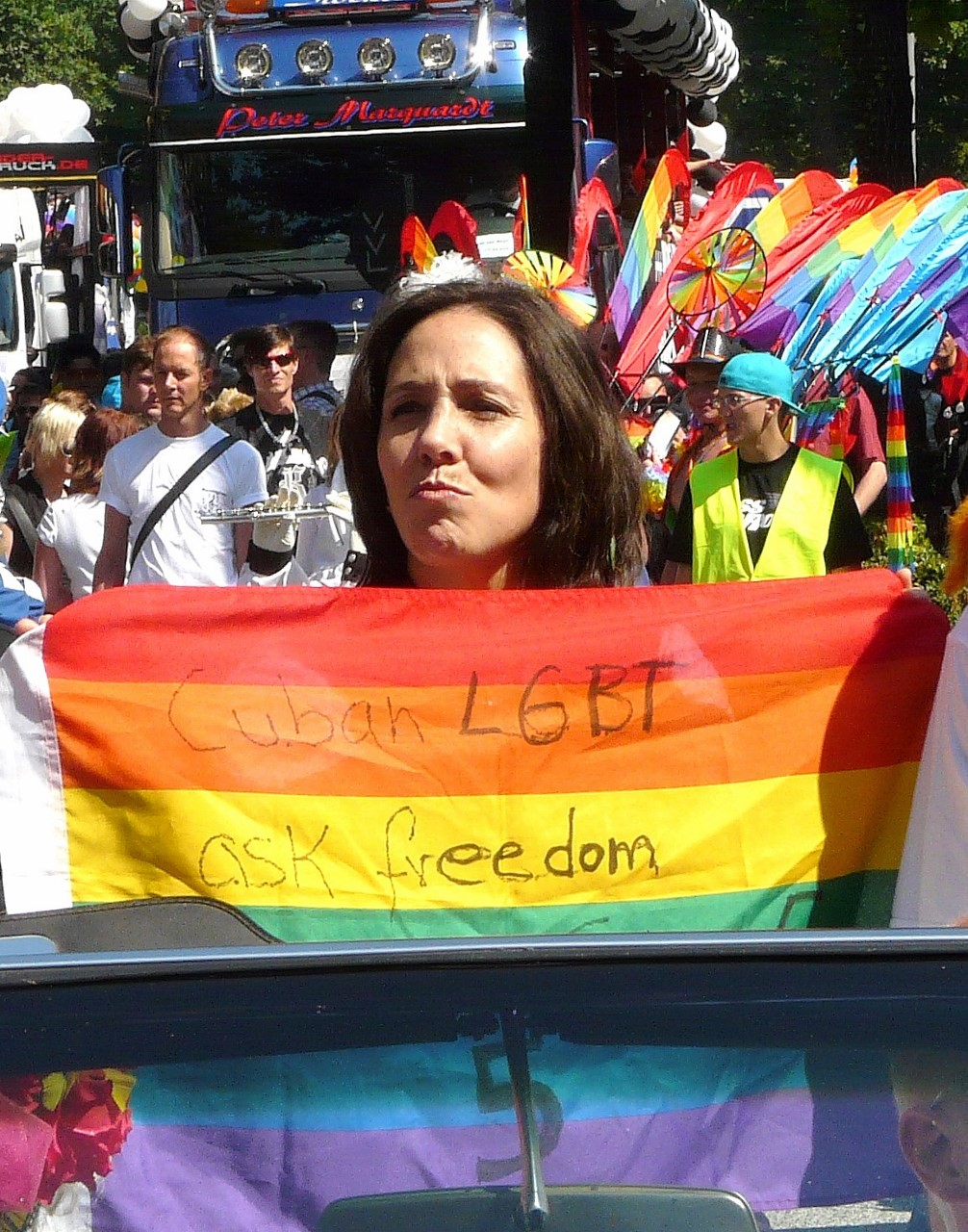
ماریلا کاسترو در رژه افتخار ۲۰۱۰ در هامبورگ

ماریِلا کاسترو اسپین (اسپانیایی: Mariela Castro Espín‎؛ زادهٔ ۲۷ ژوئیهٔ ۱۹۶۲) سیاستمدار اهل کوبا، یکی از برجسته‌ترین سکسولوژیست‌های کشور، و مدیر مرکز ملی کوبا برای آموزش جنسی در هاوانا، و همچنین کمیسیون ملی توجه همه‌جانبه به افراد تَراجِنسی، و یک فعال حقوق دگرباشان جنسی در کوبا است. کاسترو مدافع صریح جامعه ال‌جی‌بی‌تی و همچنین از بین‌بردن برخی از انگ‌ها و کلیشه‌های قدیمی جامعه است. او دختر رائول کاسترو، دبیر اول سابق حزب کمونیست، و ویلما اسپین، فمینیست و انقلابی، و برادرزاده رهبر فقید انقلاب کوبا، فیدل کاسترو است.